# Larry Guth
Pour les articles homonymes, voir Guth.
Lawrence David Guth est un mathématicien américain, qui s'occupe de géométrie métrique, de combinatoire et d'analyse harmonique. Il est professeur de mathématiques au Massachusetts Institute of Technology depuis 2012.

## Formation et carrière
Larry Guth a obtenu son doctorat en 2005 du Massachusetts Institute of Technology , sous la supervision de Tomasz Mrowka, avec une thèse intitulée « Area contracting maps between rectangles ». Il est actuellement professeur de mathématiques au Massachusetts Institute of Technology. Il a précédemment travaillé au Courant Institute of Mathematical Sciences de l'Université de New York et à l'Université de Toronto.

## Travaux
Dans ses recherches, Guth a renforcé l'inégalité systolique de Gromov pour les variétés essentielles (en) et, avec Nets Katz, il a trouvé une solution au problème des distances distinctes d'Erdős. Parmi ses centres d'intérêt figurent également la conjecture de Kakeya et l'inégalité systolique.
Il est le fils du physicien Alan Guth connu pour la théorie de l'inflation en cosmologie et le neveu de Lucille Guth, une travailleuse sociale.

## Prix et distinctions
Il est lauréat d'un Bourse Sloan en 2010. Il est conférencier invité au Congrès international des mathématiciens en Inde en 2010, où il a parlé de géométrie systolique,.
En 2013 il reçoit le prix Salem. En 2014, il a reçu une bourse de recherche de la Fondation Simons.
En 2015, il a reçu le Clay Research Award. En 2016, il est lauréat du New Horizons in Mathematics Prize.
En 2018, il devient membre de l'Académie américaine des arts et des sciences.

## Publications
- « Metaphors in systolic geometry »: the video
- Larry Guth, « Volumes of balls in large Riemannian manifolds », Annals of Mathematics, vol. 173, no 1,‎ 2011, p. 51–76 (DOI 10.4007/annals.2011.173.1.2, MR 2753599, arXiv math.DG/0610212).
- Larry Guth et Nets Hawk Katz, « Algebraic methods in discrete analogs of the Kakeya problem », Advances in Mathematics, vol. 225, no 5,‎ 2010, p. 2828–2839 (DOI 10.1016/j.aim.2010.05.015, MR 2680185, arXiv 0812.1043).
- Larry Guth, « Systolic inequalities and minimal hypersurfaces », Geometric and Functional Analysis, vol. 19, no 6,‎ 2010, p. 1688–1692 (DOI 10.1007/s00039-010-0052-0, MR 2594618, arXiv 0903.5299).
- Larry Guth, « The endpoint case of the Bennett–Carbery–Tao multilinear Kakeya conjecture », Acta Mathematica, vol. 205, no 2,‎ 2010, p. 263–286 (DOI 10.1007/s11511-010-0055-6, MR 2746348, arXiv 0811.2251).
- Larry Guth, « Minimax problems related to cup powers and Steenrod squares », Geometric and Functional Analysis, vol. 18, no 6,‎ 2009, p. 1917–1987 (DOI 10.1007/s00039-009-0710-2, MR 2491695, arXiv math/0702066).
- Larry Guth, « Symplectic embeddings of polydisks », Inventiones Mathematicae, vol. 172, no 3,‎ 2008, p. 477–489 (DOI 10.1007/s00222-007-0103-9, Bibcode 2008InMat.172..477G, MR 2393077, arXiv 0709.1957).
- Larry Guth, « The width-volume inequality », Geometric and Functional Analysis, vol. 17, no 4,‎ 2007, p. 1139–1179 (DOI 10.1007/s00039-007-0628-5, MR 2373013, arXiv math/0609569).
- Larry Guth et Nets Hawk Katz, « On the Erdős distinct distance problem on the plane », Annals of Mathematics, vol. 181, no 1,‎ 2015, p. 155–190 (DOI 10.4007/annals.2015.181.1.2, MR 3272924, arXiv 1011.4105)
- Larry Guth, Polynomial Methods in Combinatorics, American Mathematical Society, 2016, 273 p. (ISBN 978-1-4704-2890-7, lire en ligne)[11]